# Хаузер, Тим
Тим Хаузер (англ. Tim Hauser; 12 декабря 1941, Трой, Нью-Йорк — 16 октября 2014, Сейр, Пенсильвания) — американский джазовый певец, основатель и постоянный участник вокального джаз-квартета The Manhattan Transfer, ставшего почти за 40 лет существования общепризнанным символом жанра и чрезвычайно удачным коммерческим проектом. Также сценарист и музыкальный продюсер.

## Ранние годы
Тимоти Хаузер родился в г. Трой, штат Нью-Йорк 12 декабря 1941 года. Его отец Джексон Хаузер был страховым агентом, мать Тереза Хаузер (в девичестве — Баттерс) работала в школе, позже открыла собственное туристическое агентство. Хаузер пошёл в среднюю школу в городе Белмар, Нью-Джерси, позже изучал экономику в Университете Вилланова. Он с раннего возраста увлекался вокалом и пел в школьном хоре. Позже с товарищами создал квинтет «The Criterions».
В 1964 году после окончания университета служил в Военно-воздушных силах Национальной гвардии США, позже работал в рекламном отделе американской компании Nabisco.

## Творческая деятельность
В 1969 году совместно с другими джазовыми вокалистами Хаузер создал квинтет The Manhattan Transfer, который по контракту с Capitol Records записали альбом Jukin', состоящий из 10 композиций. По воспоминаниям музыканта, в то время как его товарищи наиболее интересовались кантри и ритм-н-блюзом, его больше привлекал джаз и свинг. Группа распалась ещё до поступления альбома в продажу. В 1972 году, подрабатывая водителем такси, Тим знакомится с одной из своих пассажирок Лорел Массэ́ (англ. Laurel Massé), молодой официанткой кафе, пробующей свои силы в джазовом вокале. А спустя ещё несколько дней, на вечиринке, — с Дженис Сигел (англ.  Janis Siegel. Вместе с приглашённым двадцатидвухлетним артистом Бродвея Аланом Полом (англ. Alan Paul) молодые музыканты образуют новый состав The Manhattan Transfer. Состав коллектива сменился лишь однажды, когда в 1978 году Лорел Массэ́ попала в автомобильную аварию и, после продолжительного лечения, решила строить сольную карьеру. Её место заняла Шерил Бентайн. Именно в этом составе квартет добивается наибольшего успеха. Музыканты 10 раз завоёвывают премию Grammy, большинство их дисков становятся золотыми и платиновыми.
В качестве основателя The Manhattan Transfer Тим всегда стремился, чтобы их образ соответствовал исполняемой музыке. Почти в каждой рецензии, написанной о группе, был отмечен их стильный внешний вид. Имидж сделал их уникальными, их заметили. Сочетание таланта, внимания к имиджу, его постоянному совершенствованию и развитию дало им долголетие. Кроме прочего, Тим — успешный продюсер. Он сам разрабатывал и приводил в жизнь концепцию каждого альбома от начала до конца.
В 2007 году Тим Хаузер выпустил первый и единственный сольный альбом «Истории о любви» (англ. Love Stories) в Японии на King Records.

## Личная жизнь
Тим Хаузер постоянно проживал в Калифорнии со своей женой Барбарой, пара имеет сына Бейси и дочь Лили.
Среди увлечений Тима были теннис, бейсбол, восстановление редких и антикварных автомобилей. Главным хобби на протяжении всей жизни оставалось коллекционирование музыкальных фонограмм. Это началось ещё в 1957 году, когда его родители подарили ему проигрыватель на 45 оборотов в минуту и пластинку «Heebie Jeebies» Литла Ричарда. Тим эксперт в истории джаза.
Увлечение кулинарией привело к тому, что он создал новый соус к макаронам «I Made Sauce» (рус. Я сделал соус). Тим просто готовил его для друзей и семьи в течение многих лет, но однажды по совету близких сделал его в промышленном объёме и добился коммерческого успеха.
Во время гастрольного тура по Пенсильвании Тим Хаузер был госпитализирован с диагнозом острая пневмония. 16 октября 2014 года в больнице он скончался во сне от остановки сердца.